# Murciella
Murciella es un género de foraminífero bentónico de la subfamilia Rhapydionininae, de la familia Rhapydioninidae, de la superfamilia Alveolinoidea, del suborden Miliolina y del orden Miliolida. Su especie tipo es Murciella cuvillieri. Su rango cronoestratigráfico abarca el Campaniense (Cretácico superior).

## Clasificación
Murciella incluye a las siguientes especies:
- Murciella cuvillieri †
- Murciella klokovaensis †
- Murciella methonensis †
- Murciella ovoidea †
- Murciella renzi †